# Gmina Armstrong Grove

Położenie Gminy Armstrong Grove w hrabstwie Emmet

Gmina Armstrong Grove (ang. Armstrong Grove Township) – gmina w USA, w stanie Iowa, w hrabstwie Emmet. Według danych z 2000 roku gmina miała 1192 mieszkańców, a jej powierzchnia wynosi 94,41 km².